# Okręg wyborczy nr 6 do Senatu Rzeczypospolitej Polskiej (2001–2011)
Okręg wyborczy nr 6 do Senatu Rzeczypospolitej Polskiej obejmował w latach 2001–2011 obszar miasta na prawach powiatu Lublina oraz powiatów janowskiego, kraśnickiego, lubartowskiego, lubelskiego, łęczyńskiego, łukowskiego, opolskiego, puławskiego, ryckiego i świdnickiego (województwo lubelskie). Wybierano w nim 3 senatorów na zasadzie większości względnej.
Powstał w 2001, jego obszar należał wcześniej do okręgów obejmujących województwo lubelskie oraz części województw chełmskiego, siedleckiego, tarnobrzeskiego i zamojskiego. Zniesiony został w 2011, na jego obszarze utworzono nowe okręgi nr 14, 15 i 16.
Siedzibą okręgowej komisji wyborczej był Lublin.

## Reprezentanci okręgu
| Rok  | Senator komitet wyborczy                     | Senator komitet wyborczy                     | Senator komitet wyborczy                     | Senator komitet wyborczy                                           | Senator komitet wyborczy                     | Senator komitet wyborczy                                                 |
| ---- | -------------------------------------------- | -------------------------------------------- | -------------------------------------------- | ------------------------------------------------------------------ | -------------------------------------------- | ------------------------------------------------------------------------ |
| 2001 |                                              | Teresa Liszcz KWW Blok Senat 2001            |                                              | Krzysztof Szydłowski KKW Sojusz Lewicy Demokratycznej – Unia Pracy |                                              | Kazimierz Pawełek KKW Sojusz Lewicy Demokratycznej – Unia Pracy          |
| 2005 |                                              | Krzysztof Cugowski Prawo i Sprawiedliwość    |                                              | Roman Wierzbicki Prawo i Sprawiedliwość                            |                                              | Ryszard Bender Liga Polskich Rodzin (2005) Prawo i Sprawiedliwość (2007) |
| 2007 | Grzegorz Czelej Prawo i Sprawiedliwość       | Stanisław Gogacz Prawo i Sprawiedliwość      |                                              |                                                                    |                                              | Ryszard Bender Liga Polskich Rodzin (2005) Prawo i Sprawiedliwość (2007) |
| 2011 | okręg zniesiony, patrz okręgi nr 14, 15 i 16 | okręg zniesiony, patrz okręgi nr 14, 15 i 16 | okręg zniesiony, patrz okręgi nr 14, 15 i 16 | okręg zniesiony, patrz okręgi nr 14, 15 i 16                       | okręg zniesiony, patrz okręgi nr 14, 15 i 16 | okręg zniesiony, patrz okręgi nr 14, 15 i 16                             |

## Wyniki wyborów
Symbolem „●” oznaczono senatorów ubiegających się o reelekcję.

### Wybory parlamentarne 2001
| Kandydat                                              | Kandydat              | Komitet wyborczy                                     | Głosów  |
| ----------------------------------------------------- | --------------------- | ---------------------------------------------------- | ------- |
|                                                       | Teresa Liszcz         | KWW Blok Senat 2001                                  | 104 892 |
|                                                       | Krzysztof Szydłowski  | KKW Sojusz Lewicy Demokratycznej – Unia Pracy        | 104 545 |
|                                                       | Kazimierz Pawełek     | KKW Sojusz Lewicy Demokratycznej – Unia Pracy        | 99 638  |
|                                                       | Piotr Włoch           | KKW Sojusz Lewicy Demokratycznej – Unia Pracy        | 96 981  |
|                                                       | Elżbieta Wójtowicz    | Polskie Stronnictwo Ludowe                           | 93 710  |
|                                                       | Jan Łopata            | Polskie Stronnictwo Ludowe                           | 89 365  |
|                                                       | Jan Szczygielski      | Polskie Stronnictwo Ludowe                           | 79 331  |
|                                                       | Ryszard Bender        | Liga Polskich Rodzin                                 | 77 920  |
|                                                       | Stanisław Gogacz●     | KWW Blok Senat 2001                                  | 61 525  |
|                                                       | Adam Wasilewski       | KWW Blok Senat 2001                                  | 39 353  |
|                                                       | Jerzy Bojarski        | KWW GODNE ŻYCIE                                      | 31 588  |
|                                                       | Tadeusz Szymański     | Alternatywa Ruch Społeczny                           | 24 297  |
|                                                       | Zbigniew Bagiński     | Konserwatywno-Liberalna Partia Unia Polityki Realnej | 21 872  |
|                                                       | Tadeusz Borkowski     | KWW Ruch w Obronie Praw Ludzi Pracy i Bezrobotnych   | 21 319  |
|                                                       | Józef Pituch          | KWW Józefa Pitucha                                   | 19 819  |
|                                                       | Krzysztof Głuchowski● | KWW Krzysztofa Głuchowskiego                         | 19 305  |
| Frekwencja: 48,08% Źródło: Państwowa Komisja Wyborcza |                       |                                                      |         |

*Krzysztof Głuchowski reprezentował w Senacie IV kadencji (1997–2001) województwo siedleckie, Stanisław Gogacz był wcześniej przedstawicielem województwa lubelskiego.

### Wybory parlamentarne 2005
| Kandydat                                              | Kandydat                      | Komitet wyborczy                        | Głosów  |
| ----------------------------------------------------- | ----------------------------- | --------------------------------------- | ------- |
|                                                       | Krzysztof Cugowski            | Prawo i Sprawiedliwość                  | 118 440 |
|                                                       | Roman Wierzbicki              | Prawo i Sprawiedliwość                  | 98 302  |
|                                                       | Ryszard Bender                | Liga Polskich Rodzin                    | 89 813  |
|                                                       | Włodzimierz Wysocki           | Platforma Obywatelska RP                | 63 392  |
|                                                       | Henryk Dzido●                 | Samoobrona Rzeczpospolitej Polskiej     | 57 958  |
|                                                       | Anna Łobaczewska              | Liga Polskich Rodzin                    | 57 326  |
|                                                       | Teresa Liszcz●                | KWW Teresy Liszcz                       | 54 640  |
|                                                       | Piotr Bisak                   | Samoobrona Rzeczpospolitej Polskiej     | 54 210  |
|                                                       | Paweł Pikula                  | Polskie Stronnictwo Ludowe              | 48 112  |
|                                                       | Elżbieta Wójtowicz            | Polskie Stronnictwo Ludowe              | 44 146  |
|                                                       | Adam Borowicz                 | Sojusz Lewicy Demokratycznej            | 36 399  |
|                                                       | Zbigniew Wojciechowski        | KWW Zbigniewa Wojciechowskiego          | 35 304  |
|                                                       | Kazimierz Pawełek●            | Sojusz Lewicy Demokratycznej            | 34 902  |
|                                                       | Zygmunt Szymański             | KWW Zygmunta Szymańskiego – Senat 2005  | 23 206  |
|                                                       | Jerzy Żyżelewicz              | Sojusz Lewicy Demokratycznej            | 20 868  |
|                                                       | Zdzisława Piotrowska-Jasińska | Socjaldemokracja Polska                 | 18 378  |
|                                                       | Edward Szwed                  | Dom Ojczysty                            | 12 191  |
|                                                       | Jan Sęk                       | KWW Jutro Polski dr Jana Sęka           | 11 968  |
|                                                       | Danuta Jabłońska              | KWW – Ogólnopolska Koalicja Obywatelska | 9411    |
|                                                       | Robert Ziemianek              | Polska Partia Narodowa                  | 8893    |
| Frekwencja: 42,89% Źródło: Państwowa Komisja Wyborcza |                               |                                         |         |

*Henryk Dzido reprezentował w Senacie V kadencji (2001–2005) okręg nr 10.

### Wybory parlamentarne 2007
| Kandydat                                              | Kandydat                    | Komitet wyborczy                      | Głosów  |
| ----------------------------------------------------- | --------------------------- | ------------------------------------- | ------- |
|                                                       | Grzegorz Czelej             | Prawo i Sprawiedliwość                | 173 848 |
|                                                       | Ryszard Bender●             | Prawo i Sprawiedliwość                | 168 651 |
|                                                       | Stanisław Gogacz            | Prawo i Sprawiedliwość                | 148 299 |
|                                                       | Leszek Daniewski            | Platforma Obywatelska RP              | 120 543 |
|                                                       | Wiesław Kamiński            | Platforma Obywatelska RP              | 110 817 |
|                                                       | Bożena Leszczyńska-Gorzelak | Platforma Obywatelska RP              | 104 653 |
|                                                       | Lucjan Orgasiński           | Polskie Stronnictwo Ludowe            | 68 643  |
|                                                       | Jacek Czerniak              | KKW Lewica i Demokraci SLD+SDPL+PD+UP | 64 075  |
|                                                       | Witold Perka                | Polskie Stronnictwo Ludowe            | 60 633  |
|                                                       | Kazimierz Pawełek           | KKW Lewica i Demokraci SLD+SDPL+PD+UP | 57 393  |
|                                                       | Leszek Barwiński            | Samoobrona Patriotyczna               | 24 856  |
|                                                       | Bogusław Warchulski         | Samoobrona Rzeczpospolitej Polskiej   | 16 844  |
|                                                       | Dariusz Jedlina             | KWW Dariusza Jedliny                  | 14 090  |
|                                                       | Konrad Bednarski            | Narodowe Odrodzenie Polski            | 12 202  |
| Frekwencja: 53,05% Źródło: Państwowa Komisja Wyborcza |                             |                                       |         |